# Bliss (imagem)

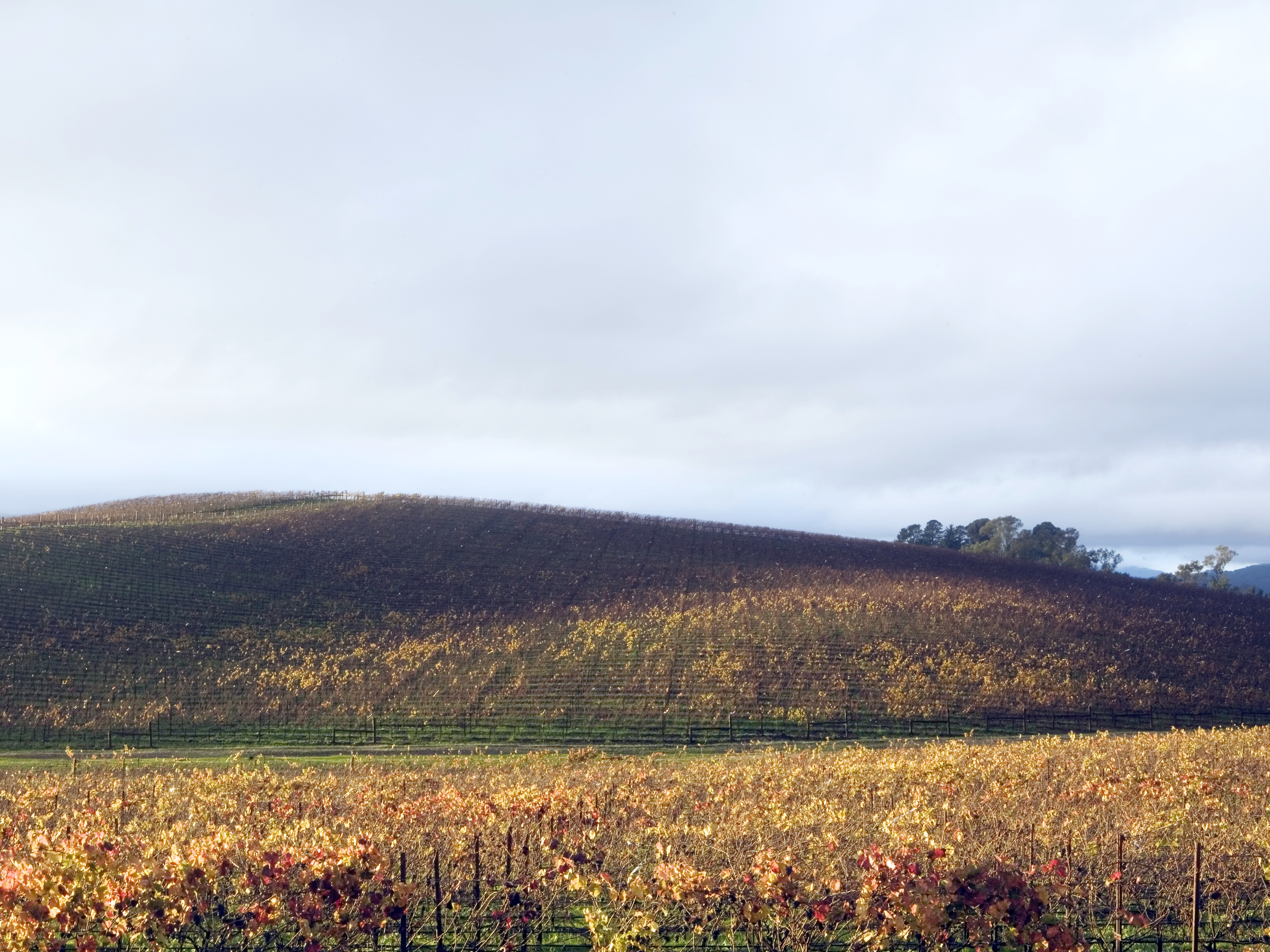
O local onde a fotografia foi tirada, em novembro de 2006.

Bliss é uma imagem para Windows desenvolvida por Stephane Couture & Marc-Antoine Tanguay. A imagem foi incluída nos temas do Microsoft Windows XP, produzida por um fotógrafo na Califórnia.
A versão portuguesa da imagem tem o nome de Alentejo (o ficheiro chama-se alentejo.bmp).
A fotografia que a imagem teve como base foi feita por Charles O'Rear, um morador de St. Helena, no condado de Napa, para a empresa HighTurn. De acordo com ele, a imagem não foi alterada ou editada de alguma forma até então. O local é aproximadamente em 38.249°N 122.410°W.